# Kleinbirkach
Kleinbirkach ist ein Gemeindeteil des Marktes Ebrach im oberfränkischen Landkreis Bamberg.

## Lage
Der Weiler liegt im Steigerwald in einer südlichen Ausbuchtung des Ebracher Gemeindegebietes, knapp 6,5 km südlich von Ebrach. Die Reiche Ebrach begrenzt den Ort im Nordosten. Etwa 200 m nordöstlich befindet sich auf einer Waldlichtung das Anwesen Birkenhof.

## Geschichte
Der bis zur Gemeindegebietsreform zur aufgelösten Gemeinde Großbirkach gehörende Ort wurde 1972 nach Ebrach eingemeindet.

## Sehenswürdigkeiten
Im nahegelegenen Wald des Flurstücks Sandhügel befindet sich der alte Dreifrankenstein aus dem Jahr 1892. Dort stießen vor der Gebietsreform 1972 die Regierungsbezirke Ober-, Mittel- und Unterfranken zusammen. Die Sandsäule ist über Wanderwege zu erreichen.
Vier weitere Gebäude sind als Baudenkmäler registriert. Siehe auch Liste der Baudenkmäler in Kleinbirkach.

## Infrastruktur
Kleinbirkach ist von Landwirtschaft und Forstbetrieb geprägt.
Es wird von den Kreisstraßen BA 7 und BA 44 durchquert.